# Saint-Pardoux-le-Neuf (Creuse)
Saint-Pardoux-le-Neuf település Franciaországban, Creuse megyében. Lakosainak száma 196 fő (2022. január 1.). Saint-Pardoux-le-Neuf Aubusson, Moutier-Rozeille, Néoux és Saint-Alpinien községekkel határos.

## Népesség
A település népessége az elmúlt években az alábbi módon változott:
| Lakosok száma | 146  | 175  | 164  | 173  | 182  | 185  | 192  | 197  | 201  | 196  |
|               | 1968 | 1982 | 1990 | 2006 | 2013 | 2015 | 2017 | 2019 | 2020 | 2022 |